# Chłop milionowy

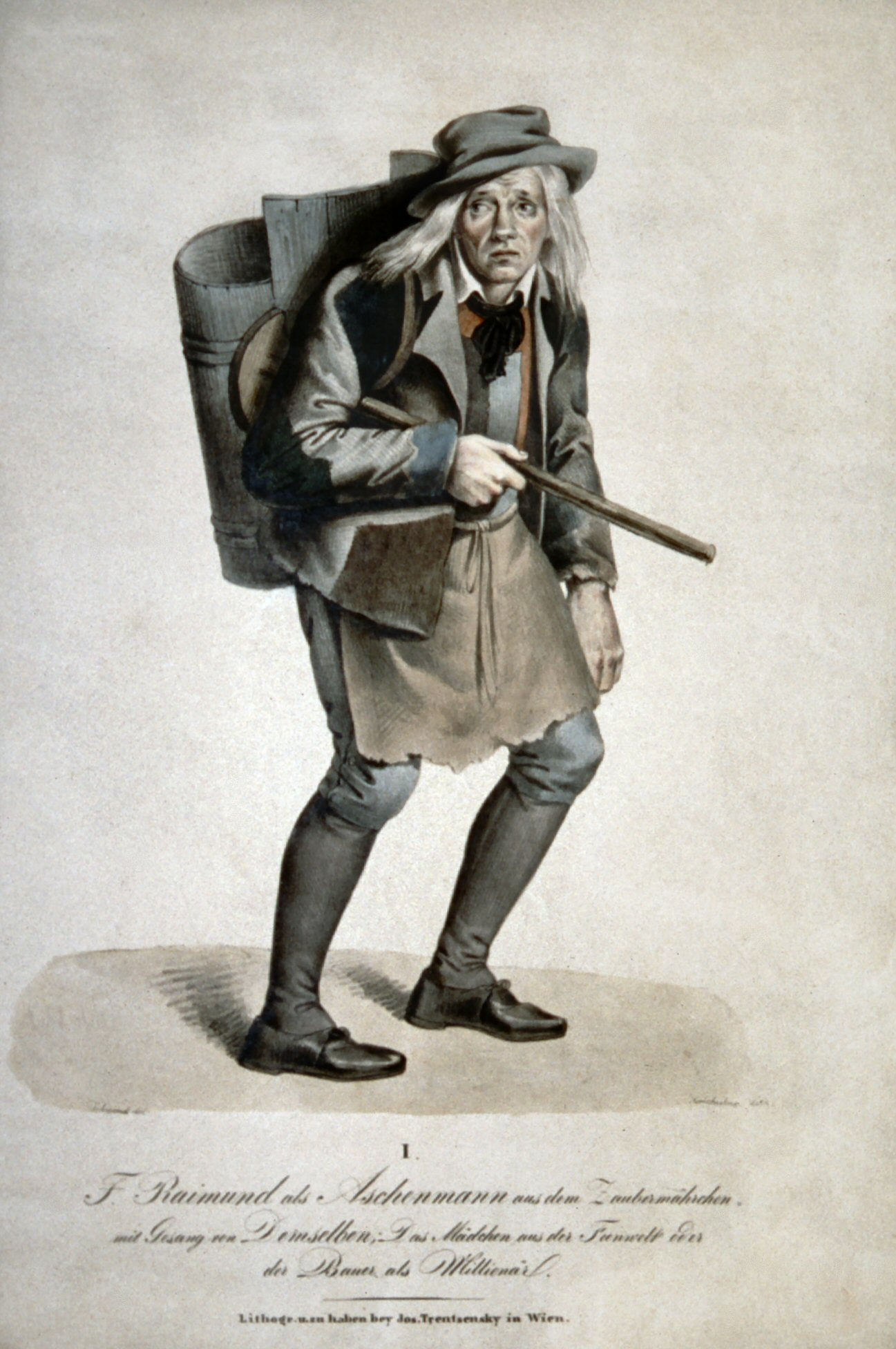
Ferdinand Raimund w roli Chłopa milionowego.

Chłop milionowy czyli Dziewczyna ze świata czarownego (także Chłop milionerem lub Chłop panem milionowym, niem. Das Mädchen aus der Feenwelt oder Der Bauer als Millionär) – melodramat Ferdinanda Raimunda w trzech aktach ogłoszony w 1826 r.

## Treść[1]

### Akt I
Akcja rozpoczyna się w świecie czarów, gdzie występują wróżki, duchy i czarodzieje. Królowa wróżek wydała wyrok na Lotkę, rozpieszczoną córkę wróżki Lakrymozy: ma ona zostać oddana na wychowanie ubogiemu wieśniakowi, aby nauczyć się życia w skromności. Jeśli Lotka znienawidzi bogactwo i przed ukończeniem osiemnastu lat poślubi biedaka - będzie mogła powrócić do matki i żyć w umiarkowanym dobrobycie. Przez pierwsze czternaście lat ziemskiego życia Lotki wszystko szło zgodnie z planem. Następnie Fortunant Korzeń, chłop wychowujący Lotkę, znalazł ogromny skarb i stał się bogaczem. Stało się tak na skutek czarów zwaśnionego z Lakrymozą ducha - Swaru. Chłop urządza teraz swój dom z przepychem i stale wydaje uczty. Ponadto przenosi się wraz z Lotką do miasta i poszukuje dla wychowanicy bogatego kandydata na męża, choć serce Lotki należy od dawna do biednego rybaka - Karolka. W dzień przed osiemnastymi urodzinami Lotki Lakrymoza wzmaga wysiłki, by doprowadzić do ślubu Lotki z Karolkiem. Duchy i czarodzieje ze świata czarów wyruszają na ziemię, by pomóc Lakrymozie w tej misji. Na ich czele staje czarodziej Ajaksik. Ajaksik (w przebraniu bawarskiego kupca) wraz z Karolkiem zjawia się w domu Fortunanta Korzenia. Niestety - nieoczekiwany powrót gospodarza zaprzepaszcza szansę na połączenie się zakochanych, a wściekły Fortunant Korzeń wypędza Lotkę z domu.

### Akt II
Wygnana Lotka, błąkając się po świecie, trafia do domku zamieszkującego przez alegorię Radości. Radość wyjawia jej prawdę o tym, że nie jest córką Fortunanta Korzenia i obiecuje jej, że pomoże jej połączyć się z Karolkiem. Tymczasem do domu Fortunanta Korzenia przychodzi alegoria Młodości - oświadcza mu, że postanowiła na zawsze się z nim rozstać. Następnym gościem jest alegoria Starości, która zapowiada, że odtąd zamieszka razem z nim. Korzeń staje się starcem i pełen frustracji przeklina całe swoje bogactwo: wówczas całe jego bogactwo znika a on sam z powrotem staje się biednym chłopem. Do akcji włącza się Swar: widząc, że jego plan rozdzielenia Lakrymozy z córką na zawsze może się nie udać, wynajduje inny sposób. Swar wiedzie Karolka do czarodziejskiego pawilonu, gdzie czeka na niego pierścień, zapewniający posiadaczowi nieskończone bogactwa. Aby go zdobyć, Karolek musi za jednym zamachem strącić 9 kręgli. Karolek podejmuje próbę, strąca za pierwszym razem wszystkie kręgle i zdobywa pierścień, a tym samym przestaje być biedakiem.

### Akt III
Radość, dowiedziawszy się, że Karolek stał się bogaczem, udaje się razem z Lotką do jego pałacu i próbuje go przekonać, by wyrzucił czarodziejski pierścień. Karolek jednak odmawia. Wtedy Radość wobec tego rzuca czar na Lotkę, która odtąd mdleje, gdy tylko zobaczy jakiś klejnot. Karol widząc, że nie może mieć jednocześnie i bogactwa i ukochanej, wyrzuca pierścień i znów staje się biednym rybakiem. Wtedy zjawia się Lakrymoza w towarzystwie duchów i czarodziejów, a także Fortunant Korzeń. Wszyscy wspólnie błogosławią młodej parze i odbywa się ceremonia zaślubin. 

## Ekranizacje
- Der Bauer als Millionär (1961, reż. Alfred Stöger, Rudolf Steinboeck)[2]
- Der Bauer als Millionär (1963, reż. Kurt Wilhelm)[3]
- Der Bauer als Millionär (1967, reż. Karl Stanzl, Peter Janisch)[4]
- Der Bauer als Millionär (2003, reż. Otto Anton Eder)[5]
- Der Bauer als Millionär (2004, reż. Stephan Bruckmeier, Georg Madeja)[6]

## Chłop milionowyw Polsce

### XIX w.
Adaptacji utworu dokonał Józef Damse. Premiera odbyła się w Teatrze Narodowym w Warszawie 26 listopada 1829. W tej wersji utwór zyskał znaczną popularność w XIX w. W Warszawie dużą popularnością cieszyły się tzw. miotełki tj. piosenki z utworu Chłop milionowy.

### XX w.
W XX w. utwór był inscenizowany m.in. w:
- Instytucie Kultury Austriackiej w Warszawie (1979, reż. Kazimierz Dejmek)[9]
- Teatrze Śląskim im. Stanisława Wyspiańskiego w Katowicach (1996, reż. Piotr Szalsza)[10]